# Ренвил (окръг, Северна Дакота)
Вижте пояснителната страница за други значения на Ренвил.
Окръг Ренвил (на английски: Renville County) е окръг в щата Северна Дакота, Съединени американски щати. Площта му е 2310 km², а населението - 2463 души (2017). Административен център е град Мохол.